# Modo Hockey
MODO Hockey is een professionele ijshockeyclub in Örnsköldsvik, Zweden. De club speelt in de Zweedse Swedish Hockey League. De sportclub werd opgericht op 27 maart 1921 en sinds 1938 staat ijshockey op hun programma. De club werd al twee keer landskampioen, in 1979 en 2007. MODO Hockey werkt zijn thuiswedstrijden af in het Fjällräven Center. De clubkleuren zijn rood, wit en groen.